# Friedrich Oegg
Friedrich Oegg (* 8. Mai 1870 in Lohr am Main; † 1959) war der erste Präsident des Reichsarbeitsgerichts.

## Leben
Er war der Sohn eines katholischen Landgerichtsrates. Zunächst war er in seiner fränkischen Heimatregion tätig: 1892 Rechtspraktikant am Amtsgericht Würzburg, 1898 III. Staatsanwalt beim Landgericht Aschaffenburg, 1899 Amtsrichter beim Amtsgericht Würzburg, 1901 Staatsanwalt beim Landgericht Würzburg und als letztes 1904 bis 1911 Rat am Landgericht Würzburg. 1911 wurde er zum Rat am Oberlandesgericht München ernannt, um dann sogleich in Leipzig als Hilfsrichter am Reichsgericht zu arbeiten. 1913 wurde er Reichsgerichtsrat, Senatspräsident 1925. Am 1. Juli 1927 wurde er zugleich der erste Präsident des Reichsarbeitsgerichts. In den Ruhestand ging er am 1. April 1937. Er wurde vom 16. Oktober 1939 bis zum 31. Mai 1942 als Beamter auf Widerruf reaktiviert.

## Ehrungen
- 25. März 1941 Goldenes Treudienst-Ehrenzeichen
- 30. Januar 1942 Kriegsverdienstkreuz II. Kl.